# 孢贝伞属
孢贝伞属（学名：Conchomyces）为口蘑科的一个属。

## 下属物种
本属包括以下物种：
- Conchomyces bursiformis (Berk.) E.Horak
- 疣孢贝伞 Conchomyces verrucisporus Overeem[2]